# Świętobór Fryderyk
Świętobór Fryderyk (zm. 23 lutego 1086 w Akwilei) – patriarcha akwilejski w latach 1085–1086. Pochodził z dynastii Przemyślidów, był synem księcia Czech Spitygniewa II i Idy z Wettynów.
Po śmierci ojca w 1061 sukcesorem Czech został stryj Świętobora, Wratysław II. W 1075 papież Grzegorz VII zażądał od Wratysława II, aby zwrócił swojemu bratankowi jego dzielnicę. Nic takiego jednak nie nastąpiło, a Świętobor zdecydował się na karierę duchowną i rzadko przebywał w Czechach. Był posłem papieskim do Czech, angażując się w negocjacje w sprawie koronacji Wratysława II, ale samej ceremonii nie dożył. Zginął podczas ulicznych zamieszek w Akwilei.